# Sicus ferrugineus
Sicus ferrugineus är en tvåvingeart som först beskrevs av Carl von Linné 1761.  Sicus ferrugineus ingår i släktet Sicus och familjen stekelflugor. Arten är reproducerande i Sverige. Inga underarter finns listade i Catalogue of Life.

## Bildgalleri

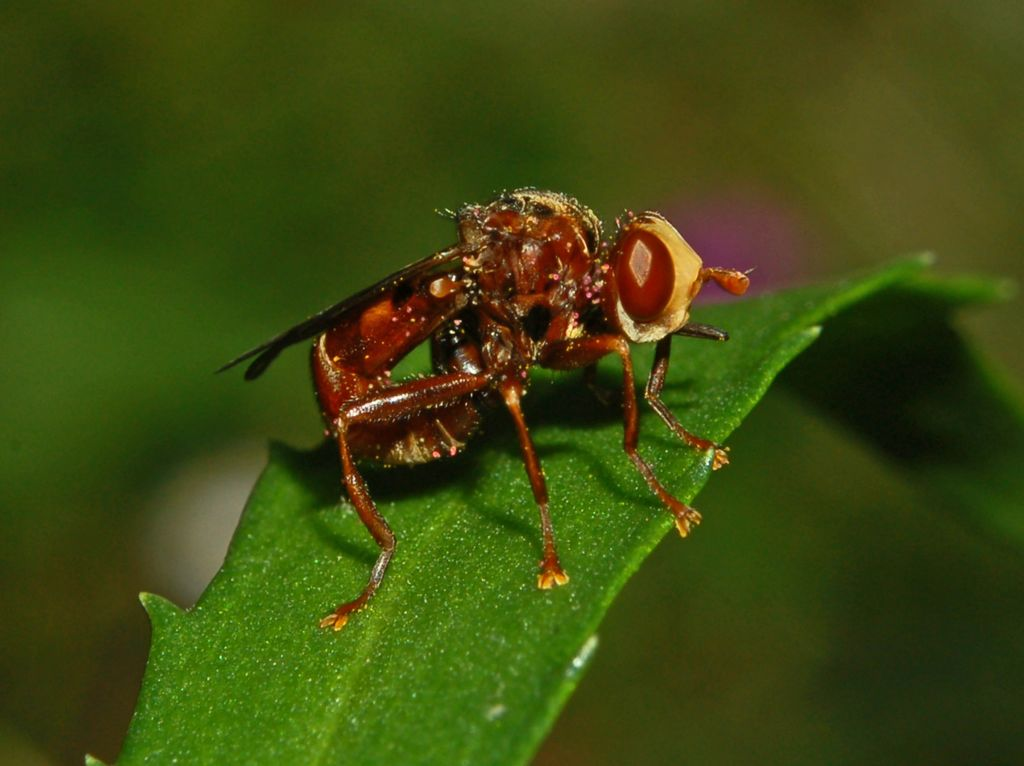
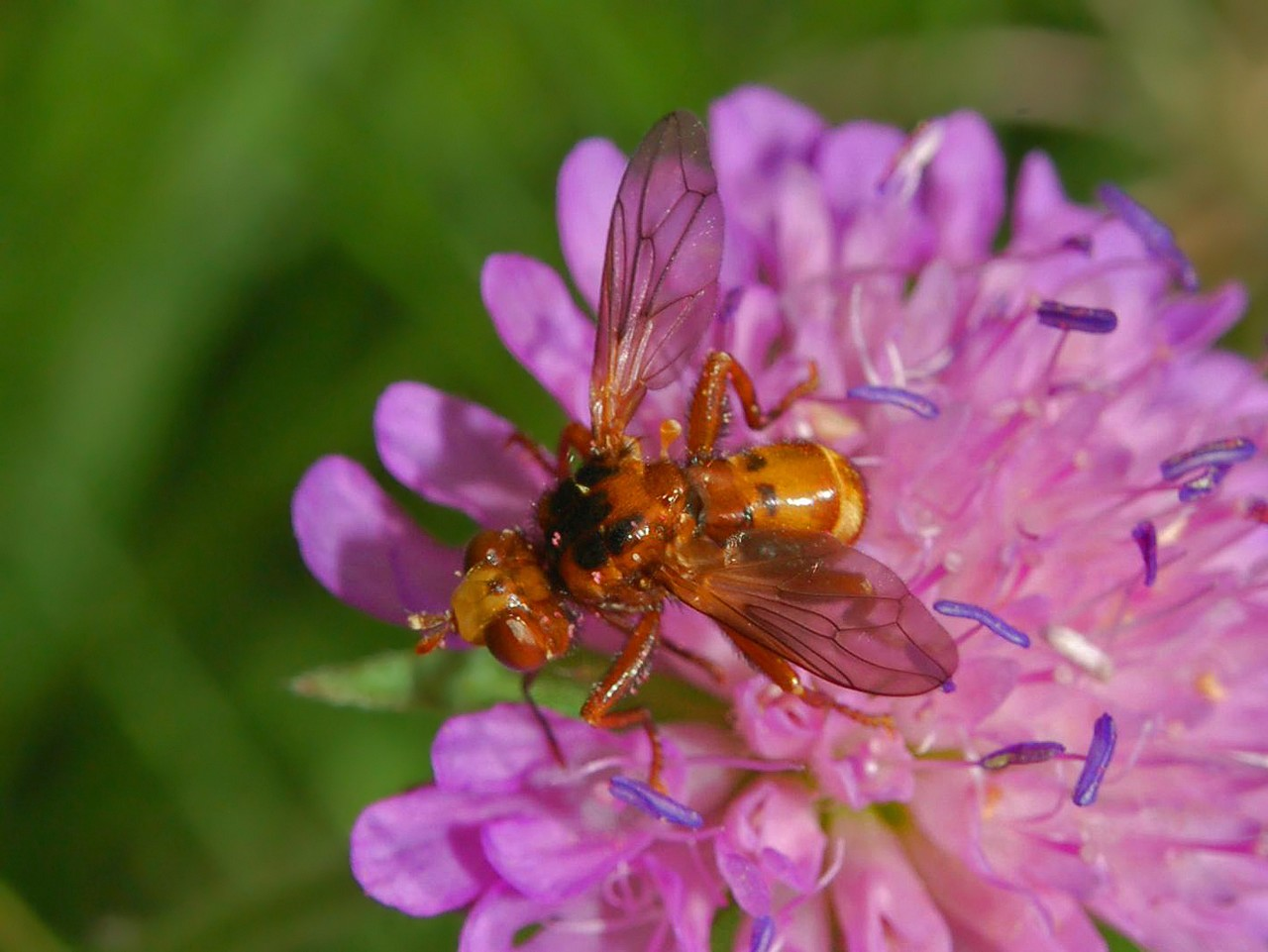